# Safeway Inc.
Safeway Inc. este o companie americană din domeniul retail-ului, cu peste 1.750 de magazine.